# Jánico
Jánico é um município da República Dominicana pertencente à província de Santiago.
Inclui, além da capital, dois distritos municipais: El Caimito e Juncalito.
Sua população estimada em 2012 era de 59 586 habitantes.